# Fédération internationale des véhicules anciens
La Fédération internationale des véhicules anciens ou FIVA est l'association fédérative internationale des clubs automobile historiques, quelle que soit l'époque, des voitures de collection d'au moins trente ans. La FIVA est définie comme « une association internationale à but non lucratif de clubs, fédérations et autres organisations concernées par la préservation, la restauration, l'utilisation et la culture des véhicules routiers à propulsion mécanique ».
Les membres des clubs de la FIVA représentent plus de 1,5 million d'amateurs dans 62 pays, par le biais de plus de 85 organisations membres,. 
En 2013, les 61 organisations nationales membres de la FIVA ont ratifié et promulgué la Charte de Turin établie par le Comité international pour la conservation du patrimoine industriel (TICCIH), laquelle « aspire à préserver et sauvegarder l'histoire des véhicules, y compris leur ingénierie, leur forme, leurs fonctions et leur histoire documentée et leurs relations nombreuses et variées avec la société et les environnements sociaux, .. ».

## Fondation et objectifs
La Fédération européenne des véhicules anciens (FEVA) a été fondée en 1966, lorsque plusieurs associations de véhicules historiques et des clubs de voitures classiques de différents pays ont ressenti le besoin d'un organisme mondial chargé de promouvoir et de défendre les intérêts d'un mouvement de véhicules historiques à l'échelle internationale. Elle deviendra Fédération internationale des véhicules anciens (FIVA) et compte une branche française, la Fédération française des véhicules d'époque (FFVE), depuis 45 ans.
L’objectif premier de la FIVA était d'« sauvegarder la libre circulation des véhicules mécaniques âgés de plus de 30 ans sur la voie publique », et « que les véhicules d'hier soient toujours sur les routes de demain ».
Les principaux objectifs de la FIVA sont les suivants :
- Protéger l'utilisation responsable des véhicules historiques, par le biais de politiques et de lois, d'actions spécifiques de soutien en relation avec les autorités ;
- La préservation de véhicules historiques, les artefacts et les documents connexes, y compris la recherche et le catalogage ;
- Promouvoir la culture des véhicules historiques, y compris les événements internationaux, les forums et les séminaires.

Longtemps basée à Bruxelles, la FIVA installe son siège en Italie, à Turin, en juin 2018.

## Méthodes, activités et collaborations
La Commission de la culture de la FIVA s'emploie à faire reconnaître les véhicules historiques et les objets associés, en tant qu'artéfacts d'importance culturelle, par les autorités légales et politiques et d'autres parties prenantes. La Commission des événements de la FIVA a collaboré avec la Commission européenne pour créer un guide à l'intention des utilisateurs et a également mis au point des codes pour la promotion en toute sécurité de rallyes ou d'événements peu compétitifs.
La Commission technique s'emploie à soutenir la préservation du plus grand nombre possible de véhicules historiques en les cataloguant avec la carte d'identité de véhicule de la FIVA. La FIVA a noué des liens avec l'Unesco et a convaincu la Commission Européenne d'accepter le fait que les véhicules historiques constituent une partie importante du patrimoine industriel. La FIVA a également noué des liens avec la Fédération internationale de l'automobile (FIA) afin de promouvoir l'intérêt des voitures historiques dans des domaines plus sportifs et avec la Fédération internationale de motocyclisme (FIM) afin de contribuer à la réalisation d'objectifs similaires pour les motos. La Commission législative de la FIVA s'emploie à traiter les lois qui menacent de limiter l'utilisation continue de véhicules historiques. Bien que celle-ci se soit principalement concentrée sur les pays européens et sur l'Union européenne, les pressions exercées par la législation sur le transport routier ne cessent de croître.

## Commissions
La FIVA a des ambassadeurs, et un certain nombre de commissions travaillant sur des objectifs nationaux et internationaux :
- Législation ;
- Culture ;
- Technique ;
- Professionnels, compétence et jeunesse ;
- Manifestations ;
- Motocyclettes ;
- Utilitaires et militaires.

## Les définitions et les classifications
Selon la FIVA, un véhicule historique doit :
- Avoir au moins 30 ans ;
- Avoir été préservé et entretenu dans très bon état ;
- Ne pas être utilisé comme moyen de transport quotidien ;
- Représenter si possible une partie du patrimoine automobile.

| Classe | Période de construction                                                 | Catégorie    |
| ------ | ----------------------------------------------------------------------- | ------------ |
| A      | Jusqu'au 31 décembre 1904                                               | Ancêtre      |
| B      | Du 1er janvier 1905 au 31 décembre 1918                                 | Vétéran      |
| C      | Du 1er janvier 1919 au 31 décembre 1930                                 | Vintage      |
| D      | Du 1er janvier 1931 au 31 décembre 1945                                 | Post-vintage |
| E      | Du 1er janvier 1946 au 31 décembre 1960                                 | Après-guerre |
| F      | Du 1er janvier 1961 au 31 décembre 1970                                 |              |
| G      | Du 1er janvier 1971 ou 30 ans avant le premier jour de l'année en cours |              |